# Philereme neglectata
Philereme neglectata là một loài bướm đêm trong họ Geometridae.